# Parachaeturichthys
Parachaeturichthys – rodzaj ryb z rodziny babkowatych.

## Klasyfikacja
Gatunki zaliczane do tego rodzaju:
- Parachaeturichthys ocellatus
- Parachaeturichthys polynema